# Hans Roelofsen
Hans Roelofsen (Rotterdam, 5 april 1950) is een Nederlandse bassist. Hij speelde vroeger in de band Topaz, samen met  Otto Faulhaber, Jan Prins, Wisse Scheper en George Snijder.
Na zijn studie aan de HBS werd op 18-jarige leeftijd (1968) gevraagd om in te vallen als pianist voor Herman Brood bij Cuby and the Blizzards. Hij ging daarna studeren aan het Sweelinck Conservatorium te Amsterdam bij Anthony Woodrow en behaalde in 1977 het examen solospel cum laude. Naast bassist te zijn geweest in de groep Topaz is hij ook bassist geweest bij het Nederlands Philharmonisch Orkest. In 1981 heeft hij de Nederlandse Muziekprijs gewonnen.
In een latere fase werd hij docent aan het Rotterdams Conservatorium en de Messiaen Academis in Arnhem.
Hij heeft samen met zijn vrouw de stichting Tindal opgericht, om kamermuziek mogelijk te maken in de villa Tindal in het Spiegel te Bussum, waarin zij ook woonachtig zijn.
Hij is getrouwd met Reina Boelens, die sopraan is.

## Varia
- Op 24 juni 2012 werden hij en zijn vrouw koninklijk onderscheiden als Ridder in de Orde van Oranje-Nassau vanwege hun grote bijdrage aan het culturele leven in het Gooi met inmiddels 25 seizoenen hoogstaande kamermuziek.
- Hij werd verkozen als President BASSEUROPE, met als opdracht de 4e biënnale in 2014 te organiseren.
- Hans Roelofsen is voorzitter van Stichting Behoud Bussums Erfgoed, die zich inzet tot behoud van cultureel historische gebouwen in Bussum.[4]

## Discografie
- Bottesini (dubbel)concerten
- Dvorak Strijkkwintet opus 77 (met Prazak Kwartet)
- Rococo duos voor twee basinstrumenten en klavecimbel
- Franse en Russische romantische werken voor piano en bas Edwin van den Berg piano
- Sonates op. 65 van Chopin en op.19 van Rachmaninov (met pianovirtuoos Muza Rubackyte).